# Classe Sandhayak
Les bâtiments hydrographiques de classe Sandhayak sont une série de huit navires construits pour la marine indienne.

## Construction
Sandhayak, Investigator, Nirdeshak, Nirupak ont été construits par la Garden Reach Shipbuilders & Engineers (GRSE) de Calcutta, Sarveshak , Jamuna , Darshak , Sutlej ont été construits par le chantier naval de Goa.
Les navires sont équipés de quatre bateaux à moteur et de deux autres petits bateaux propulsés par deux moteurs diesel avec une vitesse de pointe de 16 nœuds (30 km/h). Ils ont un pont pour hélicoptères et sont également armés d'un canon antiaérien Bofors 40 mm.

## Missions
Les navires sont équipés de divers systèmes de levés de nouvelle génération, y compris un système de sondage acoustique, de GPS différentiel, de capteurs de mouvement, de gravimètre marin, magnétomètre , capteurs océanographiques, sonars latéraux, système d'enregistrement de données automatisé, système de profil de vitesse du son, arpentage numérique et système de traitement, entre autres.
Faisant partie du département d'hydrographie de la marine indienne (Indian Naval Hydrographic Department (en)), les navires de reconnaissance de la classe Sandhayak sont équipés de toute une gamme de systèmes de topographie, de navigation et de communication. Les navires sont conçus pour entreprendre des levés hydrographiques côtiers et océaniques peu profonds et profonds, ainsi que pour recueillir les données océanographiques et géophysiques nécessaires à la production de cartes et de publications de navigation numériques. En plus de remplir leur rôle principal de levé hydrographique, ils peuvent également aider en temps de guerre et de catastrophes naturelles en transportant des troupes et des blessés. Les navires sont également équipés de ROV, AUV et de véhicule de surface non habité (USV).

## Navires
| Numéro | Nom          | Commisson        | Port d'attache | Statut            | Photo |
| J 15   | Investigator | 1er janvier 1990 | Kochi          | Actif             |       |
| J 16   | Januna       | 31 août 1991     | Kochi          | Actif             |       |
| J 17   | Sutlej       | 19 février 1993  | Kochi          | Actif             |       |
| J 18   | Sandahyak    | 14 mars 1991     | Visakhapatnam  | Actif             |       |
| J 19   | Nirdeshak    | 4 octobre 1991   | Visakhapatnam  | Retiré du service |       |
| J 20   | Nirupak      | 14 août 1995     | Visakhapatnam  | Actif             |       |
| J 21   | Darshak      | 28 avril 2001    | Visakhapatnam  | Actif             |       |
| J 22   | Salvekshak   | 14 janvier 2002  | Kochi          | Actif             |       |